# Socialist Review (журнал, Великобритания)
«Socialist Review» («Социалистическое обозрение») — ежемесячный журнал Социалистической рабочей партии, британской секции Международной социалистической тенденции.

## История

### Происхождение: 1950—1962
Журнал был создан в 1950 году активистами, исключёнными из группы «The Club» Джерри Хили, и стал основой для формирования группы «Socialist Review». В тот период являлся ключевым информационным органом, в котором печатались все материалы группы. Однако «Socialist Review» потерял своё значение после того, как в 1960 году был образован новый журнал «International Socialism», а в 1961 году газета «Industrial Worker» (которая позже поменяет своё название на «Labour Worker», а затем станет еженедельной газетой «Socialist Worker»). Издание «Socialist Review» было прекращено в 1962 году, тогда же группа поменяла своё название на «Международные социалисты».

### Еженедельный журнал: 1978—2005
В 1978 году был запущен журнал под названием «Socialist Review» в качестве ежемесячного издания СРП. В конце 1990-х годов журнал был переименован в «Socialist Workers Review». С 2003 года журнал печатается в типографии Warners Midlands plc. Это дало возможность выпускать цветной журнал с профессиональной версткой, что позволяет расширить круг читатателей, особенно за пределами рядов СРП.

### Приложение к «Socialist Worker»
В декабре 2005 года был выпущен последний 302 номер в старом формате. На конференции СРП в январе 2006 года было решено радикально изменить формат издания «Socialist Review», сделав его еженедельным приложением к газете «Socialist Worker». Конференция СРП решила, что «новый журнал соединил бы достоинства „Socialist Worker“ и „Socialist Review“ и лучше бы продавался и распространялся, охватывая большую аудиторию».

## Редакторы
Последним редактором журнала в старом формате был Крис Найнхэм. До мая 2004 года журнал редактировала Линдси Джерман, а с июня 2004 до октября 2005 года — Питер Морган. На лето 2007 года редактором журнала является Джудит Орр.